# Anna Tomowa-Sintow
Anna Tomowa-Sintow (Анна Томова-Синтова; Stara Zagora, 22 settembre 1941) è un soprano bulgaro.

## Biografia
Anna Tomowa-Sintow è un soprano bulgaro che ha cantato con successo nei maggiori teatri d'opera del mondo in un repertorio che comprende Mozart, Rossini, Verdi, Puccini, Wagner e Strauss e che ha goduto di un rapporto professionale particolarmente stretto con il direttore d'orchestra Herbert von Karajan dal 1973 fino alla morte del direttore d'orchestra nel 1989.
La Tomowa-Sintow ha iniziato a studiare pianoforte all'età di sei anni ed a sedici ha vinto un concorso canoro nazionale. In seguito ha frequentato il Conservatorio Nazionale di Sofia, dove ha studiato canto con il professor Georgi Zlatev-Čerkin ed il soprano Katia Spiridonovs conseguendo il diploma in canto e pianoforte debuttando sul palcoscenico, per le finali di master class, come Tatiana in Eugenio Onegin di Čajkovskij. Dopo il diploma è stata scritturata dall'Opera Studio del Teatro dell'Opera di Lipsia, dove, nel 1967, ha fatto il suo debutto professionale come Abigaille nel verdiano Nabucco. Con questa compagnia ha costruito il suo repertorio con i ruoli principali in Madama Butterfly e Manon Lescaut di Puccini, La traviata, Il trovatore ed Otello di Verdi, Don Giovanni (opera) di Mozart, Arabella di Strauss e Die Zaubergeige di Werner Egk. Per molti di questi ruoli ha studiato con il direttore musicale della compagnia, il professor Peter Schmitz, che aveva studiato con Richard Strauss.
Nel 1972 è stata invitata a partecipare alla Deutsche Oper Berlin dove è stata nominata Kammersängerin nel primo anno. A Berlino ha continuato ad ampliare il suo repertorio con ruoli da protagonista in Le nozze di Figaro e Così fan tutte di Mozart, Aida di Verdi, Tosca (opera) di Puccini, Eugenio Onegin di Čajkovskij, Tannhäuser (opera) e Lohengrin (opera) di Wagner ed Ariadne auf Naxos e Der Rosenkavalier di Strauss.
La Tomowa-Sintow è anche un Kammersängerin della Staatsoper di Vienna.
Nel 1973, la Tomowa-Sintow ha fatto un provino con von Karajan per il ruolo di Sibylls per la prima mondiale di De Temporum Fine Comoedia di Carl Orff al Festival di Salisburgo. Karajan l'ha assunta e per i successivi diciassette anni (fino alla morte del direttore d'orchestra) i due hanno lavorato spesso insieme in teatri, sale da concerto e studi di registrazione di tutto il mondo. Karajan ha definito la Tomowa-Sintow "il più grande talento che ho incontrato negli ultimi anni." Dal 1973 al 1991 la Tomowa-Sintow è stata ospite fissa del Festival di Salisburgo; nel 1975 è Voce dal cielo in Don Carlo con Nicolaj Ghiaurov, Plácido Domingo, Piero Cappuccilli, José van Dam, Mirella Freni e Christa Ludwig diretta da Karajan e nel 1976 con José Carreras, Fiorenza Cossotto ed Edita Gruberová, La Contessa di Almaviva ne Le nozze di Figaro con Edith Mathis, Walter Berry e Frederica von Stade diretta da Karajan, Four Last Songs di Richard Strauss diretta da Karl Böhm con la Staatskapelle Dresden e la Sinfonia n. 9 (Beethoven) con Agnes Baltsa con i Berliner Philharmoniker diretta da Karajan, nel 1977 Donna Anna in Don Giovanni con Sherrill Milnes diretta da Böhm, nel 1982 Ariadne in Ariadne auf Naxos diretta da Wolfgang Sawallisch, nel 1983 Die Feldmarschallin Fürstin Werdenberg in Der Rosenkavalier con Wilma Lipp diretta da Karajan, nel 1984 canta nel Requiem (Verdi) con i Wiener Philharmoniker diretta da Karajan, nel 1985 Die Gräfin in Capriccio (Strauss), nel 1989 Floria Tosca diretta da Georges Prêtre e canta nel concerto nel Duomo di Salisburgo col Requiem (Mozart) con Ferruccio Furlanetto diretta da Riccardo Muti e nel 1991 tiene un recital. Con Karajan ha registrato Le nozze di Figaro (1978), Lohengrin (con René Kollo e Dunja Vejzović, 1976-1981) e Der Rosenkavalier (con la Baltsa e Janet Perry, 1982).
Al Grand Théâtre di Ginevra nel 1973 è Desdemona in Otello, nel 1983 La Comtesse ne Le nozze di Figaro e nel 1984 Amelia in Un ballo in maschera con Luciano Pavarotti e Cappuccilli diretta da Riccardo Chailly.
Alla San Francisco Opera la Tomowa-Sintow fece il suo esordio nel 1974 come Donna Anna in Don Giovanni, nel 1976 è Leonora di Vargas ne La forza del destino con Renato Bruson e nel 1979 è Elisabeth of Valois in Don Carlo.
Al Royal Opera House di Londra debuttò nel 1975 come Fiordiligi in Così fan tutte diretta da Colin Davis, nel 1977 è Elsa von Brabant in Lohengrin diretta da Bernard Haitink, nel 1985 Maddalena di Coigny in Andrea Chénier (opera) con Giorgio Zancanaro, Domingo e Countess Almaviva ne Le nozze di Figaro con Anne Sofie von Otter diretta da Colin Davis, nel 1987 Primadonna (Ariadne) in Ariadne auf Naxos con la Gruberová, nel 1990 Jaroslavna ne Il principe Igor', nel 1992 Empress in Die Frau ohne Schatten con Gwyneth Jones, nel 1993 Floria Tosca e nel 1995 The Marschallin in Der Rosenkavalier con Barbara Bonney. Fino al 2000 la Tomowa-Sintow canta in 29 rappresentazioni al Covent Garden.
Al Wiener Staatsoper nel 1977 debutta in maggio come Contessa Almaviva ne Le nozze di Figaro con Ileana Cotrubaș, van Dam e la von Stade diretta da Karajan, in settembre è Floria Tosca con Carreras e Milnes e Donna Anna in Don Giovanni, nel 1979 Primadonna/Ariadne in Ariadne auf Naxos con Berry diretta da Karl Böhm, nel 1980 Leonora de Vargas ne La forza del destino con Carreras e Die Feldmarschallin in Der Rosenkavalier, nel 1981 Arabella (opera), nel 1982 Elisabeth in Tannhäuser und der Sängerkrieg auf Wartburg diretta da Lorin Maazel, nel 1987 Desdemona in Otello (Verdi) con Domingo e Bruson diretta da Zubin Mehta, nel 1988 Manon Lescaut, nel 1989 Aida con Bruna Baglioni, nel 1990 Tatjana in Eugene Onegin con Ghiaurov e nel 1993 Die Gräfin in Capriccio (Strauss) con Natalie Dessay. Complessivamente la Tomowa-Sintow ha cantato in 87 rappresentazioni viennesi fino al 1996.
Al Metropolitan Opera House di New York debutta nel 1978 come Donna Anna in Don Giovanni (opera) con Milnes, nel 1979 è Princess von Werdenberg in Der Rosenkavalier con la Baltsa, nel 1984 Elsa in Lohengrin con Domingo ed Éva Marton diretta da James Levine ed Amelia in Simon Boccanegra con Dawn Upshaw diretta da Levine, nel 1986 Aida con Pavarotti e la Cossotto, nel 1987 Violetta ne La traviata e nel 1993 Tosca con Renato Capecchi. Complessivamente la Tomowa-Sintow ha cantato in 62 rappresentazioni al Met.
Alla Lyric Opera di Chicago debutta nel 1980 come Donna Anna in Don Giovanni, nel 1983 è Aida con Bonaldo Giaiotti, Pavarotti e la Cossotto, nel 1985 Madama Butterfly (Cio–Cio–San), nel 1987 Leonora ne Il trovatore con Leo Nucci e Shirley Verrett, nel 1988 Violetta Valéry ne La traviata con Juan Pons, nel 1989 The Marschallin in Der Rosenkavalier con la von Otter, Jean Kraft e Kathleen Battle e nel 1990 Tatiana in Eugene Onegin.
Per il Teatro alla Scala di Milano nel settembre 1981 è Desdemona in Otello (Verdi) con Domingo diretta da Carlos Kleiber nella trasferta al Teatro N.H.K. di Tokyo, il 7 dicembre dello stesso anno Elsa di Brabante per l'inaugurazione della stagione d'opera nel Lohengrin (opera) diretta da Claudio Abbado, nel 1982 Maddalena di Coigny in Andrea Chénier con José Carreras, Cappuccilli ed Angelo Nosotti diretta da Riccardo Chailly, nel 1992 tiene un recital e nel 2014 Saburowa ne La fidanzata dello zar diretta da Daniel Barenboim.
La sua registrazione di Ariadne auf Naxos con James Levine e la Wiener Philharmoniker ha vinto nel 1988 il Grammy Award per la migliore registrazione d'opera.
Nel 2013 è Saburowa ne La fidanzata dello zar diretta da Barenboim allo Staatsoper im Schiller Theater di Berlino.

## Repertorio
| Ruolo                                   | Titolo                 | Autore           |
| --------------------------------------- | ---------------------- | ---------------- |
| Norma                                   | Norma                  | Bellini          |
| Jaroslavna                              | Il principe Igor'      | Borodin          |
| Tatiana                                 | Evgenij Onegin         | Čajkovskij       |
| Ninabella                               | Die Zaubergeige        | Egk              |
| Maddalena di Coigny                     | Andrea Chénier         | Giordano         |
| Heliane                                 | Das Wunder der Heliane | Korngold         |
| Emmy                                    | Il vampiro             | Marschner        |
| Santuzza                                | Cavalleria rusticana   | Mascagni         |
| Contessa d'Almaviva                     | Le nozze di Figaro     | Mozart           |
| Donna Anna                              | Don Giovanni           | Mozart           |
| Fiordiligi                              | Così fan tutte         | Mozart           |
| Una dama                                | Die Zauberflöte        | Mozart           |
| Manon Lescaut                           | Manon Lescaut          | Puccini          |
| Floria Tosca                            | Tosca                  | Puccini          |
| Cio-Cio-San                             | Madama Butterfly       | Puccini          |
| Lauretta                                | Gianni Schicchi        | Puccini          |
| Turandot                                | Turandot               | Puccini          |
| Saburova                                | La fidanzata dello zar | Rimskij-Korsakov |
| Salome                                  | Salomè                 | Strauss          |
| La marescialla                          | Der Rosenkavalier      | Strauss          |
| Primadonna/Arianna                      | Ariadne auf Naxos      | Strauss          |
| Imperatrice                             | La donna senz'ombra    | Strauss          |
| Elena                                   | Die Ägyptische Helena  | Strauss          |
| Arabella                                | Arabella               | Strauss          |
| La contessa                             | Capriccio              | Strauss          |
| Abigaille                               | Nabucco                | Verdi            |
| Leonora                                 | Il trovatore           | Verdi            |
| Violetta Valery                         | La traviata            | Verdi            |
| Amelia Grimaldi                         | Simon Boccanegra       | Verdi            |
| Amelia                                  | Un ballo in maschera   | Verdi            |
| Donna Leonora di Vargas                 | La forza del destino   | Verdi            |
| Elisabetta di Valois Una voce dal cielo | Don Carlo              | Verdi            |
| Aida                                    | Aida                   | Verdi            |
| Desdemona                               | Otello                 | Verdi            |
| Elisabetta                              | Tannhäuser             | Wagner           |
| Elsa di Brabante                        | Lohengrin              | Wagner           |
| Sieglinde                               | La Valchiria           | Wagner           |

## Discografia parziale
- Beethoven: Symphony No. 9 - Agnes Baltsa/Anna Tomowa-Sintow/Berliner Philharmoniker/Herbert von Karajan/José Van Dam/Peter Schreier, 1977 Deutsche Grammophon
- Brahms: Ein Deutsches Requiem, Op. 45 - Herbert von Karajan/Berliner Philharmoniker/José Van Dam/Anna Tomowa-Sintow/Wiener Singverein, Warner
- Korngold, Wunder der Heliane (Il miracolo di Heliane) - Mauceri/Tomowa-S./Welker, 1992 Decca
- Massenet, Werther - Anna Tomowa-Sintow/José Carreras/Isobel Buchanan/Sir Thomas Allen/Robert Lloyd/Orchestra of the Royal Opera House, Covent Garden/Sir Colin Davis, 1981 Decca
- Mozart, Nozze di Figaro - Karajan/Stade/Van Dam/Cotrubas/Tomowa-Sintow/Krause, 1978 Decca
- Mozart, Requiem - Karajan/Tomowa-S./Krenn, Deutsche Grammophon
- Mozart, Requiem/Messa dell'incoronazione - Karajan/Tomowa-Sintow/Baltsa, 1975 Deutsche Grammophon
- Strauss, R., Musiche per orchestra/Vier letzte Lieder/Lieder - Karajan/BPO/Tomowa-Sintow, 1969/1986 Deutsche Grammophon
- Strauss, R., Ariadne Auf Naxos - Levine/Tomowa-Sintow/Battle/Baltsa/Prey/Wiener Philharmoniker, Deutsche Grammophon
- Strauss, R., Der Rosenkavalier - Anna Tomowa-Sintow/Agnes Baltsa/Janet Perry/Kurt Moll/Wiener Philharmoniker/Herbert von Karajan, Deutsche Grammophon

## DVD & BLU-RAY parziale
- Bruckner, Sinf. n. 8, 9/Te Deum - Karajan/Tomowa/Baltsa/Rendall, 1978/1979 Deutsche Grammophon
- Verdi, Simon Boccanegra - Levine/MET/Milnes/Tomowa, 1984 Deutsche Grammophon